# 변시원
변시원(卞視援, 1993년 4월 1일 ~ )은 전 KBO 리그 키움 히어로즈의 언더핸드 투수이자, 현 충암고등학교 야구부의 코치이다. 140km/h를 넘나드는 빠른 직구와 낙차 큰 슬라이더가 주무기인 반면 싱커나 체인지업은 다른 구종에 비해서 조금 미흡한 편이다. 개명 전 이름은 '변진수'(卞珍洙)이다.

## 선수 시절

### 아마추어 시절
1학년 때 투수로 전향한 뒤 매일 공을 200개씩 던지며 강도 높은 훈련을 했다. 2011년에 5연속 완투라는 대기록을 세우며 충암고의 황금사자기 우승을 이끌었다. 16강에서는 경남고의 에이스 한현희와의 선발 맞대결에서 승리를 거뒀으며 결승전에서는 9이닝 1실점, 13탈삼진으로 광주일고의 타선을 막으며 우승의 주역이 됐다. 5경기 연속 완투 때문에 2011년 당시 대한민국 고교야구 주말 리그 투수 혹사 논란의 중심에 섰다.

### 두산 베어스시절

#### 2012년
충암고등학교 졸업 후 2012년 2라운드 13순위로 지명돼 입단하였다. 데뷔 첫 해에는 고교 시절의 명성에 걸맞는 투구를 하며 팬들과 전문가들의 주목을 받았다. 불펜 투수로 31경기에 등판해 31.2이닝 4승, 1세이브, 2홀드, 1점대 평균자책점을 기록하며 팀의 불펜진에 힘을 실었다.

#### 2013년
38경기에 등판해 38.1이닝 2승 1패, 4점대 평균자책점을 기록했다.

##### 2013년 포스트시즌
2012년 롯데 자이언츠와의 준플레이오프 4차전에서 1.2이닝 무실점 호투를 하며 포스트시즌에 강점을 보였던 그는 4.1이닝 무실점 호투로 팀이 한국시리즈에 진출하는 데 크게 기여했다. 특히 넥센 히어로즈과의 준플레이오프 3차전에 구원 등판해 강정호, 문우람을 연속 삼진 처리했고 6타자 연속 범타 처리하며 이닝을 깔끔하게 마무리지었다. 그의 호투에 힘입어 이원석의 끝내기 안타로 준플레이오프 3차전에서 승리했다.

#### 2014년
31경기에 등판해 5점대 평균자책점을 기록했다.

#### 2015년
단 1경기 등판에 그쳤다. 2016년에 군 복무를 위해 경찰 야구단에 입단하였다.

### 경찰 야구단시절
2016년에 입단하였다.

### 두산 베어스복귀
2017년에 복귀하였다.

### KIA 타이거즈시절
2020년 KBO 리그 2차 드래프트를 통해 이적하였다. 2021년 10월에 방출됐다.

### 키움 히어로즈시절
2022년 11월에 입단하였다. 2023년 10월에 방출됐다.

## 야구선수 은퇴 후
2024년부터 충암고등학교 야구부의 코치로 활동한다.

## 출신 학교
- 사파초등학교
- 충암중학교
- 충암고등학교

## 통산 기록
| 연도 | 팀명  | 평균자책점 | 경기 | 완투 | 완봉 | 승 | 패 | 세 | 홀 | 승률  | 타자 | 이닝 | 피안타 | 피홈런 | 볼넷 | 사구 | 탈삼진 | 실점 | 자책점 |
| ---- | ----- | ---------- | ---- | ---- | ---- | -- | -- | -- | -- | ----- | ---- | ---- | ------ | ------ | ---- | ---- | ------ | ---- | ------ |
| 2012 | 두산  | 1.71       | 31   | 0    | 0    | 4  | 0  | 1  | 2  | 1.000 | 118  | 31⅔  | 15     | 0      | 11   | 3    | 18     | 6    | 6      |
| 2013 | 두산  | 4.70       | 38   | 0    | 0    | 2  | 1  | 0  | 6  | 0.667 | 170  | 38⅓  | 37     | 2      | 19   | 8    | 20     | 21   | 20     |
| 2014 | 두산  | 5.08       | 31   | 0    | 0    | 0  | 0  | 0  | 3  | -     | 141  | 33⅔  | 35     | 3      | 10   | 4    | 29     | 21   | 19     |
| 2015 | 두산  | 10.80      | 1    | 0    | 0    | 1  | 0  | 0  | 0  | 1.000 | 9    | 1⅔   | 1      | 0      | 3    | 1    | 1      | 2    | 2      |
| 2018 | 두산  | 10.13      | 10   | 0    | 0    | 0  | 0  | 0  | 0  | -     | 52   | 10⅔  | 16     | 2      | 2    | 4    | 8      | 12   | 12     |
| 2020 | KIA   | 3.60       | 4    | 0    | 0    | 1  | 0  | 0  | 0  | 1.000 | 25   | 5    | 8      | 0      | 3    | 0    | 1      | 4    | 2      |
| 2021 | KIA   | 27.00      | 1    | 0    | 0    | 0  | 0  | 0  | 0  | -     | 7    | ⅔    | 1      | 0      | 3    | 1    | 0      | 2    | 2      |
| 2023 | 키움  | 42.43      | 4    | 0    | 0    | 0  | 0  | 0  | 0  | -     | 19   | 2⅓   | 6      | 1      | 4    | 2    | 2      | 11   | 11     |
| 통산 | 8시즌 | 5.37       | 120  | 0    | 0    | 8  | 1  | 1  | 11 | 0.889 | 541  | 124  | 119    | 8      | 55   | 21   | 79     | 79   | 74     |